# Nayak-Dynastien
Als Nayak- oder Nayaka-Dynastien (von Sanskrit नायक nāyaka „Führer“) bezeichnet man mehrere südindische Herrscherdynastien, die nach dem Untergang des Reiches von Vijayanagar aus diesem hervorgingen.
Nach der Entstehung des Vijayanagar-Reiches im 14. Jahrhundert hatten dessen Herrscher Telugu-sprachige Militärstatthalter eingesetzt, die Teile des Reiches verwalteten und den Titel Nayak trugen. Als das Vijayanagar-Reich 1565 nach der vernichtenden Niederlage gegen die Dekkan-Sultanate in der Schlacht von Talikota unterging, füllten viele der Nayaks das entstandene Machtvakuum, indem sie sich selbstständig machten. Zu den bedeutendsten Nayak-Dynastien gehörten die Nayaks von Keladi, die Nayaks von Madurai mit Residenz in Madurai und Tiruchirappalli (Trichinopoly) und die Nayaks von Thanjavur, die in Thanjavur (Tanjore) herrschten.